# Julius Wess
Julius Erich Wess (n. 5 decembrie 1934, Oberwölz Stadt⁠(d), Stiria, Statul Federal al Austriei – d. 8 august 2007, Hamburg, Germania) a fost un fizician austriac-german, profesor de fizică teoretică. Este cunoscut în primul rând pentru elaborarea teoriei supersimetriei din fizica particulelor elementare (împreună cu Bruno Zumino).